# Pseudosphex fasciolatum
Pseudosphex fasciolatum är en fjärilsart som beskrevs av Druce 1884. Pseudosphex fasciolatum ingår i släktet Pseudosphex och familjen björnspinnare. Inga underarter finns listade.